# Йоганнес Рідцек
Йоганнес Рідцек  (нім. Johannes Rydzek; нар. 9 грудня 1991) — німецький лижний двоборець , олімпійський чемпіон та медаліст, багаторазовий чемпіон світу.
Золоту олімпійську медаль та звання олімпійського чемпіона Рідцек здобув на Пхьончханській олімпіаді 2018 року в стрибках на великому трампліні та перегонах на 10 км.

## Виступи на Олімпіадах
| Олімпіада     | Дисципліна                            | Місце |
| ------------- | ------------------------------------- | ----- |
| Ванкувер 2010 | нормальний трамплін / 10 км, особисті | 28    |
| Ванкувер 2010 | командні                              | 3     |